# Miconia ovalifolia
Miconia ovalifolia är en tvåhjärtbladig växtart som beskrevs av Célestin Alfred Cogniaux. Miconia ovalifolia ingår i släktet Miconia och familjen Melastomataceae. Inga underarter finns listade i Catalogue of Life.